# Надма
Надма (пол. Nadma) — село в Польщі, у гміні Радзимін Воломінського повіту Мазовецького воєводства.
Населення — 1614 осіб (2011).

## Демографія
Демографічна структура станом на 31 березня 2011 року:
|          | Загалом | Допрацездатний вік | Працездатний вік | Постпрацездатний вік |
| -------- | ------- | ------------------ | ---------------- | -------------------- |
| Чоловіки | 811     | 182                | 564              | 65                   |
| Жінки    | 803     | 161                | 506              | 136                  |
| Разом    | 1614    | 343                | 1070             | 201                  |